# Degen

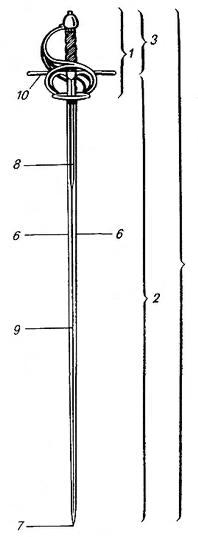
Aus Wendelin Boeheim: Handbuch der Waffenkunde. Seemann, Leipzig 1890

Der Begriff Degen kann im Deutschen eine Reihe von unterschiedlichen Klingenwaffen bezeichnen, je nach historischem Kontext. Gemeinsam ist allen als Degen bezeichneten Waffen, dass sie vorwiegend auf den Stich ausgelegt sind, im Gegensatz zu dem auf Hieb oder Schnitt ausgelegten Säbel oder Pallasch bzw. Messer.

## Begriff
Degen kann bedeuten:
- Sportdegen, die Waffe des modernen Degenfechtens (französisch épée „Schwert“), eine dreikantige, elastische Stichwaffe
- Fechtdegen, Raufdegen, Stoßdegen (demgegenüber Haudegen auf Hieb ausgelegt), Fechtwaffen des 18. und 19. Jahrhunderts, u. a. im Akademischen Fechten
- Offiziersdegen, Uniformdegen, Galadegen, Paradedegen, Galanteriedegen, Kavaliersdegen usw., Bestandteil der vollständigen Garderobe von Offizieren und Adligen im 18., 19. und Anfang des 20. Jahrhunderts (englisch smallsword, französisch épée de cour)
- im 16. Jahrhundert und 17. Jahrhundert allgemein ein Synonym von Schwert (Rapier)
- im 14. bis 17. Jahrhundert ein Dolch

## Etymologie
Das deutsche Wort Degen tritt erst gegen 1400 auf, also im Frühneuhochdeutschen, und bezeichnete zunächst einen Dolch, genauer einen Stichdolch oder Rondelldolch; erst im Laufe der Zeit nahm es die Bedeutung „(schmales) Schwert“ an. Das Wort ist offenbar eine Entlehnung vom altfranzösischen Wort dague (erstmals 1229 belegt), das aus mittellateinisch dagua (im 12. Jahrhundert in England und Schottland) hervorging. Seine weitere Herleitung ist ungewiss. Einer 1901 von Hugo Schuchardt aufgestellten Hypothese zufolge soll es auf ein vulgärlateinisches *daca [ensis/gladius/spatha] „dakisches [Messer]“ zurückgehen; gegen einen lateinischen bzw. romanischen Ursprung spricht indes, dass provenzalisch, italienisch und spanisch daga nicht vor dem 14. Jahrhundert belegt sind und ihrerseits wohl aus dem Französischen entlehnt sind. Sehr viel früher und häufiger erscheint daga (auch dagua und ähnlich) seit dem 12. Jahrhundert in verschiedenen mittellateinischen Handschriften aus England, Schottland und Wales; dieses Wort, das englisch dagger ergab (ferner niederländisch dagge sowie dänisch, schwedisch und norwegisch daggert, „Dolch“ bzw. „Kurzschwert“) und wohl mit afrz. dague identisch ist, könnte letztlich keltischen Ursprungs sein, allerdings ist es bis heute nicht gelungen, ein entsprechendes Etymon in älteren keltischen Quellen ausfindig zu machen.
Nicht zu verwechseln ist Degen im Sinne von „Stichwaffe“ mit dem homonymen – also gleichlautenden, aber etymologisch nicht verwandten – deutschen Wort Degen mit der Bedeutung „Held, Krieger“. Allerdings haben sich die beiden Wörter mit ihren verschiedenen Bedeutungen im Ausdruck „Haudegen“ vermischt, der eigentlich eine Hiebwaffe bezeichnete (also eben einen „Hau-Degen“), heute aber im Sinne von „kampferprobter alter Mann“ gebraucht wird, zumeist scherzhaft.

## Sportdegen

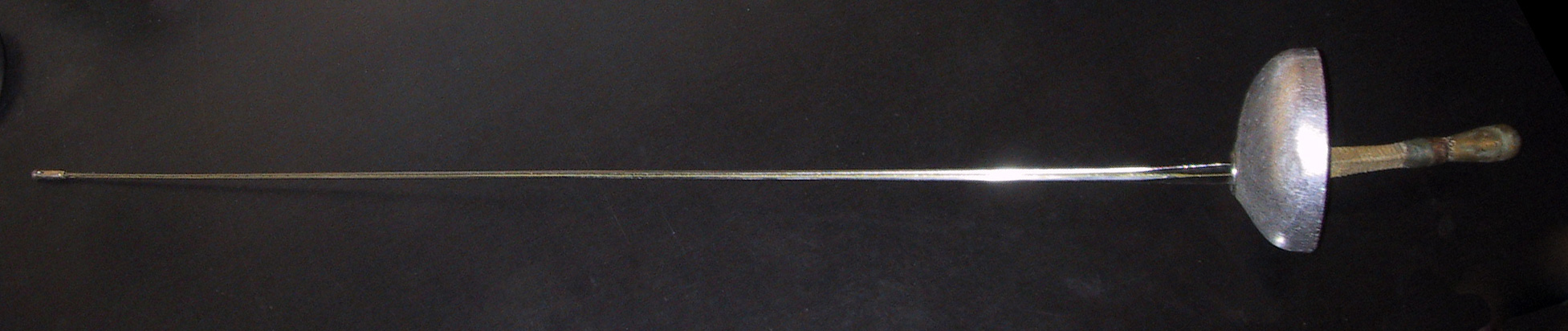
Sportdegen mit französischem Griff

Der Sportdegen ist eine Stichwaffe mit einer langen, schmalen, dreikantigen, elastischen und geraden Klinge. Das Degenfechten ist heute eine Disziplin des Sportfechtens. Hierbei kann anders als in den anderen Waffengattungen (Florett, Säbel) der ganze Körper getroffen werden. Auch gelten die besonderen Regeln („Konventionen“) zum Angriffsrecht nicht, weshalb der Degen als „unkonventionelle Waffe“ bezeichnet wird.
Die Waffe mit Griff ist bis zu 110 cm lang. Die Klingenlänge ist einheitlich 90 cm. Hinzu kommen Griff und Glocke, die maximal 20 cm einnehmen. Die gesamte Waffe wiegt höchstens 770 g. Die Klinge besteht bei vom Internationalen Fechtverband (FIE) zugelassenen Klingen aus Maraging-Stahl. Das Degenkabel ist wie das Florettkabel dreiadrig. Die dritte Ader dient beim Degen der Isolation der Glocke, beim Florett als Abnahmekontakt an der E-Weste.

## Offiziersdegen
Der Degen war auch Rangwaffe für Offiziere und Kavalleristen, sowie eine als Seitenwehr bezeichnete, d. h. an der Seite getragene blanke Waffe mit langer, gerader, schmaler, ein- oder zweischneidiger Klinge, welche es vorherrschend als Stichwaffe (Stoß-Degen), aber auch als Hiebwaffe (Haudegen, Pallasch) gab. Formen waren u. a. der deutsche Infanterieoffizier-Degen, der Kavallerie-Degen, bei den Kürassieren der Pallasch bzw. der Stichdegen (letzterer nur für Offiziere als leichte Interimswaffe). Bis ins frühe 20. Jahrhundert hinein gehörten Degen oder Säbel in den meisten Heeren zur Dienst- und Ausgehuniform der Offiziere, mitunter auch der höheren Unteroffiziere. Noch heute wird er von Offizieren und teils auch Unteroffizieren zur Parade oder bei besonderen Zeremonien angelegt (USA, Großbritannien).
Im 17. und 18. Jahrhundert wurde die Offiziersseitenwaffe auch zur Bestrafung von Unteroffizieren und Kadetten verwendet. Dabei wurden die Delinquenten von einem Offizier mit der flachen Seite des Degens auf den Rücken geschlagen bzw. gefuchtelt. Die entsprechend Bestraften standen laut Militärrecht also unter der Fuchtel (abgeleitet von Fuchtel, der breiten Klinge eines Raufdegens). Das Fuchteln galt als eine mildere Form der Bestrafung, denn einfache Mannschaften durften von ihren Unteroffizieren mit dem Stock geprügelt, oder von einem Militärgericht zum Stäupen oder gar Spießrutenlaufen verurteilt werden.

## Galanterie- und Beamtendegen
Der Galanterie-Degen gehörte zum Anzug des Hofadels, des Diplomatencorps, von höheren Beamten und bald eines jeden Gebildeten, unabhängig von seiner adeligen oder bürgerlichen Herkunft.
Degen und Scheide wurden an einem über die Schulter gehängten Koppel bzw. Bandelier getragen, daneben waren später Unterschnallkoppel verbreitet. Seit dem 19. Jahrhundert werden Degen und Scheide häufig durch einen lederverstärkten Schlitz in der linken Rocktasche (etwa der Ausgehuniform) oder durch eine spezielle Schlaufe des Staatsfracks gesteckt.

## Trauerdegen
Der Trauerdegen war bei Hoftrauer anzulegen, später wurde das Tragen auch bei Ziviltrauer populär. Die Ausführung war bewusst schlicht gehalten und suchte die bei Blankwaffen sonst übliche Lichtreflexion möglichst zu unterbinden. Griff und Gefäß (Parierstange, Bügel) waren aus angelaufenem und darum kaum reflektierendem Eisen, der Griff mitunter mit schwarzem Krepp umwickelt. Die Scheide war aus schwarzem Leder. Trauerdegen werden heute noch von den Reitendienern in Hamburg getragen.

## Historisches Fechten

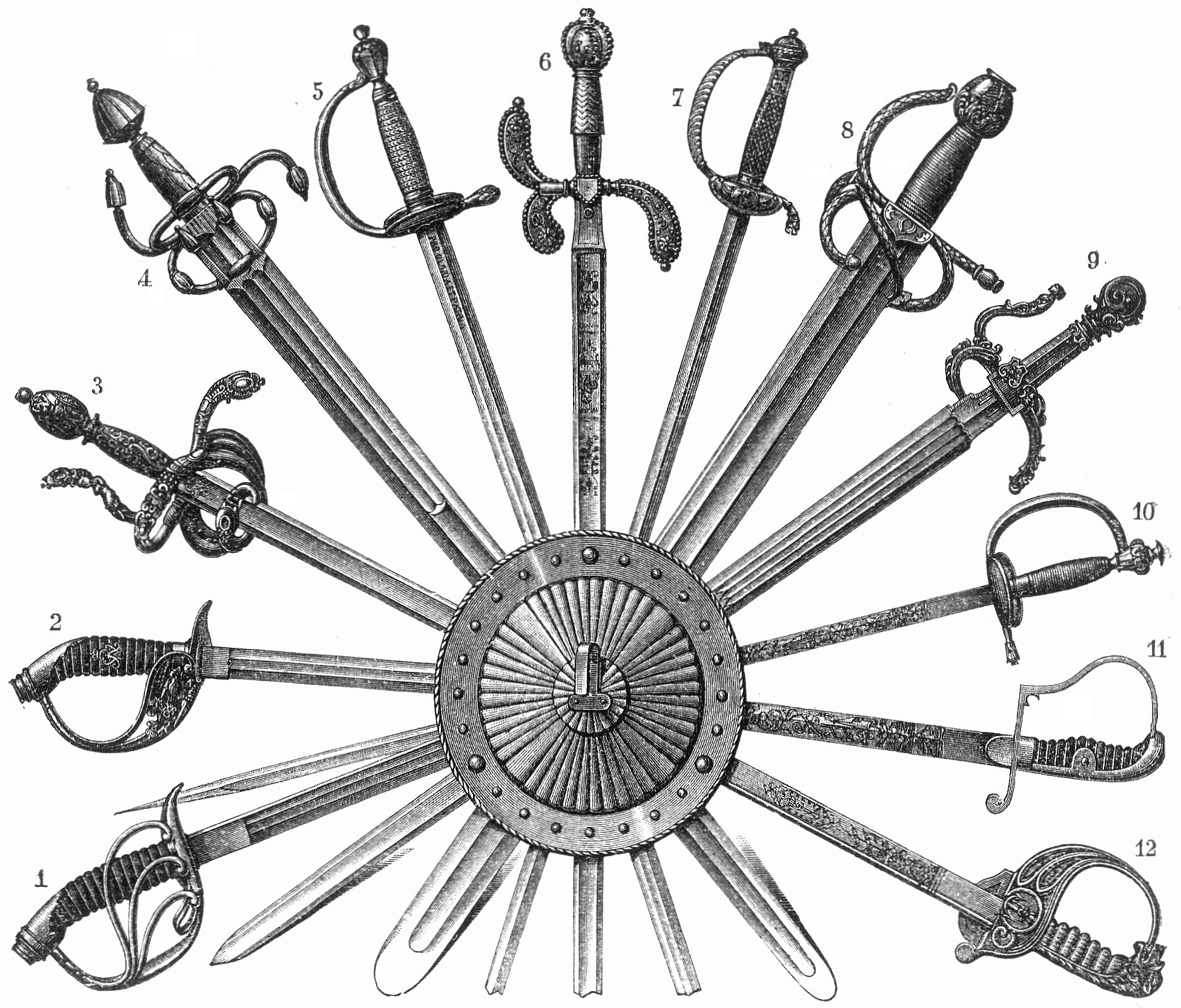
Diverse Degen im Meyers von 1905 (6. Auflage)

Bis zum Ende des 19. Jahrhunderts wurden Degen in den oberen Gesellschaftsschichten als Waffe zur Austragung von Duellen verwendet.
Das Duell unter Offizieren wurde mit der bei ihrer Truppe üblichen Waffe ausgeführt, diese waren üblicherweise Degen, die ein messingenes Stichblatt, eine Parierstange und einen Bügel hatten. Unter Zivilisten wurde das Duell ebenfalls mit dem Degen ausgetragen.
Eine Sonderform des Degens, die das verdeckte Tragen als Gehstock ermöglichte, war der sogenannte Stockdegen.
Seit Anfang des 19. Jahrhunderts wurden Degen in Deutschland nur noch von den Offizieren und (in Form des sogenannten Pallasch, einer besonders schweren Hieb- und Stichwaffe) von der schweren Kavallerie geführt. Auch heute noch gibt es in verschiedenen Armeen, an Militärakademien und zu Ausgehuniformen entsprechende Degen. Das zur Uniform gehörende Degengehenk wird Portepee genannt.
Mensuren auf Hieb wurden und werden bis heute unter Studenten mit Glockenschlägern ausgeführt, d. h. solchen Fechtwaffen, an denen die Hand durch eine Glocke, eine Parierstange und einen Bügel gedeckt war, oder mit Korbschlägern, d. h. solchen Fechtwaffen, die einen metallenen Korb statt der Glocke hatten. Der akademische Schläger ist keine Duellwaffe: Studentische Duelle wurden bis zur Abschaffung des studentischen Duellwesens nach dem Zweiten Weltkrieg mit akademischem Säbel ausgetragen.

## Entwicklung

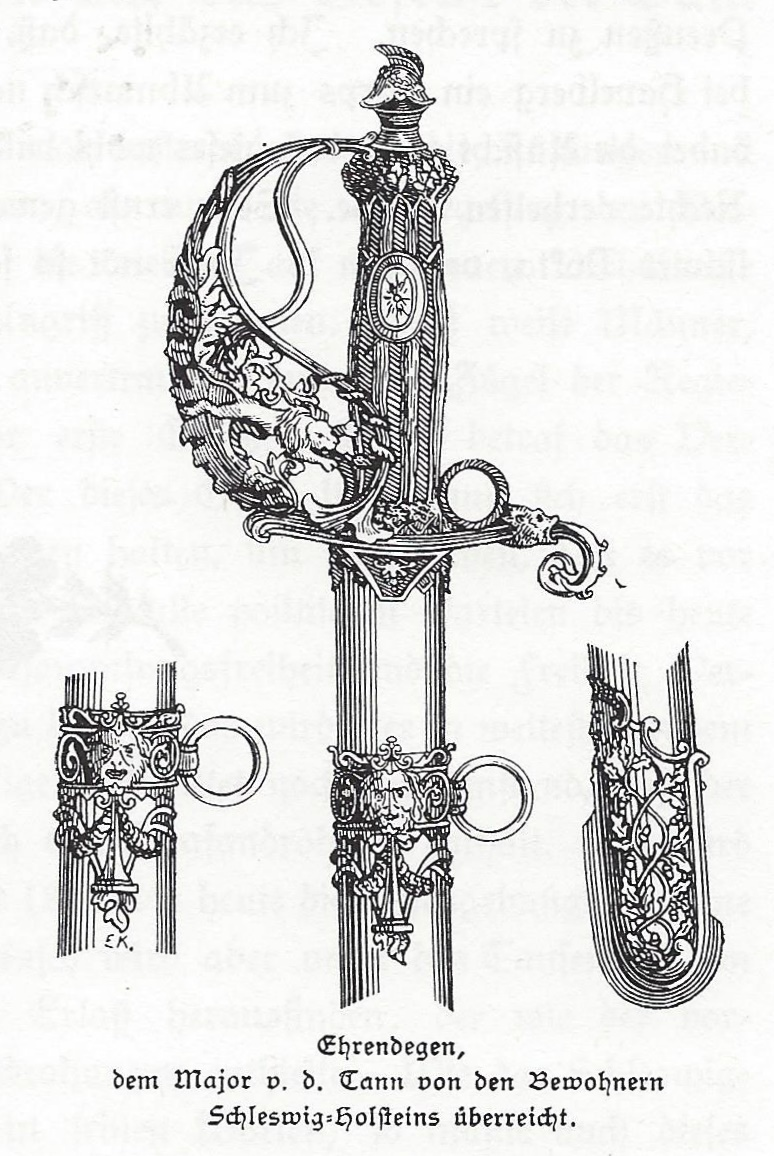
Ehrendegen der Schleswig-Holsteiner für Major v. der Tann

Sowohl Degen als auch Schwert waren zunächst Waffen „auf Stoß und Hieb“, dagegen kam in Spanien mit dem Toledo ein Degen mit nur zum Stoß dienender langer, dünner, auch wohl drei- und vierkantiger Klinge auf. Dieser hatte einen kunstvoll gearbeiteten Griff und Stichblatt (Handschutz), Parierstange (Querstück zwischen Griff und Klinge) und Bügel.
Seit dem 16. Jahrhundert wurde der Degen von der Kavallerie und der Infanterie getragen. Die Waffe unterschied sich durch die lange, schmale Klinge und ihrer geraden Form von der gekrümmten Form des Säbels. Auch die Jäger zu Pferde trugen den Stichdegen.
Der Pallasch von 1854 (Klinge 1 m) der Kürassiere in der Preußischen Armee galt als ein Degen-Modell. Diesem wurde 1889 der Kavalleriedegen für die übrigen Reiterregimenter nachgebildet, ebenso der Infanterie-Offiziersdegen. der seit 1889 bei allen Fußtruppen, ausschließlich Fußartillerie, getragen wurde. Artillerieoffiziere trugen den Artillerie-Offiziersäbel, berittene Feldartilleristen, Trainsoldaten etc. trugen den Artilleriesäbel.
Die frühere Bewaffnung der Infanterieoffiziere bestand aus dem Infanteriedegen, bei den Füsilieren aus dem Füsilierdegen. Der Infanteriedegen hatte ein Korbgefäß aus einem vom Stichblatt aus Bronze zum Knauf führenden Bügel. Weil das Stichblatt beim Füsilierdegen fehlte und auch die Spitze der Klinge nicht in deren Mittellinie lag, wurde er allerdings auch als Füsiliersäbel bezeichnet.
Beide Degenarten wurden erst in einer Lederscheide mit Beschlägen und später beim Heer des Deutschen Kaiserreichs in einer Stahlscheide getragen. Die Kürassieroffiziere trugen den Degen nur zum Überrock. Der Marinedegen war dem Infanterie-Offiziersdegen ähnlich, hatte jedoch ein anderes Korbgefäß mit Griff aus Elfenbein und wurde in einer Lederscheide mit Metallbeschlag geführt. Das zum Umschnallen der Degen oder Säbel dienende Koppel bestand aus Leib-, Trage- und Schleppriemen von weißem oder schwarzem Leder, bei Offizieren war das Leder mit goldener oder silberner Tresse belegt oder lackiert.